# Jacques Morel
Jacques Morel, též Maurel (1395 Avignon – 1459 Lyon) byl francouzský sochař rané renesance.

## Život a dílo
Pocházel z rodiny lyonských sochařů. Jeho otec Pierre Morel († 1402) i jeho děd pracovali v Avignonu. V letech 1418–1425 byl Jacques Morel hlavním sochařem Lyonské katedrály (Primatiale Saint-Jean de Lyon) a mimo jiné zde roku 1420 vytvořil náhrobek kardinála Amedea di Saluzzo, arciděkana Lyonu. Tamní Morelova díla byla zničena za náboženských válek 1562. V roce 1425 opustil Lyon a usadil se v Toulouse, kde se oženil s Jeanne Bonnebroche. Po její smrti v roce 1429 odešel do Avignonu.
Do roku 1433 pracoval v Avignonu, kde dostal zakázku bohatého obchodníka Berta Busaffi na stříbrnou sochu pro oltář tamní katedrály a šest tabernáklů. Práci nedokončil a odcestoval do Bézieres, aby pracoval v kostele Saint Aphrodites. Roku 1433 byl zatčen a uvězněn v Montpellier za nedodržení zakázky. Byl propuštěn na svobodu, když se za něj zaručili tři avignonští umělci. Později spolupracoval se Simonem de Beaujeu v Tarasconu. Kolem roku 1435 se oženil podruhé s Francesií, vdovou po stříbrotepci Berthomieu de Lafon a získal tak zároveň i jeho dílnu v Montpellier.
V letech 1441 až 1445 měl dílnu na rue Peyrolerie, poblíž kolegiálního kostela Saint-Pierre V Avignonu. Zde dostal zakázku na náhrobek v kapli šlechtické rodiny Galléan. V té době byl jeho tovaryšem synovec Antoine Le Moiturier.
V letech 1445 až 1448 opět pobýval v Montpellier, kde se zavázal dohlížet na práce v katedrále Rodez po dobu čtyř měsíců v roce.
24. června 1448 podepsal v Lyonu velmi podrobnou smlouvu na provedení hrobky vévody Karla I. Bourbonského a jeho manželky Anežky Burgundské, dcery Jeana I. v Chapelle Neuve kostela převorství Saint-Pierre - a - Saint-Paul de Souvigny. Vzorem měla být hrobka Filipa Smělého v Dijonu, kterou provedl Claus Sluter se svým synovcem Clausem de Werve.
Pro jejich realizaci měl zůstat v Souvigny až do roku 1453. Zároveň 15. října 1448 podepsal smlouvu na sochařskou výzdobu jižního portálu katedrály Rodez a stal se hlavním dodavatelem jako předtím v Lyonu. Tato smlouva, podřízená smlouvě v Souvigny, obsahovala zakázku na 108 soch a Jacqua Morela zavazovala dočasně pobývat v Rodezu. Jako spolupracovníka najal Pierra Viguiera a když v roce 1456 zakázku opustil před dokončením, byla převzata stavebním mistrem Thibautem Saunierem, který projekt upravil a spolu s Pierrem Viguierem jako pomocníkem pro sochařství na ní pracoval do roku 1459.
Jacques Baudoin Morelovi připsal Madonu, zakoupenou v roce 1954 pro hamburské muzeum, která mohla být součástí tympanonu jižního portálu.
V roce 1449 opět ovdověl a oženil se potřetí s Françoise del Bechse. Roku 1450 ho radní z města Cordes-sur-Ciel požádali, aby zkontroloval statiku tamních kostelů Saint-Michel a Notre-Dame. Podle nepřímých dokladů je Morelovi připsán náhrobek Agnès Sorel v Église Saint-Ours de Loches. Argumentem je mj. dopis z roku 1453, ve kterém vzkazuje do Avignonu, že nemůže přijet, protože pracuje pro francouzského krále.
Král René I. z Anjou ho roku 1456 pověřil vytesáním náhrobku s postavami krále a jeho manželky Izabely Lotrinské v Angers. Podle dopisu králových úředníků ze dne 9. září 1459 však Jacques Morel zemřel aniž by dílo dokončil a zůstal dlužen několika osobám. Hrobka byla zničena roku 1794 za Velké francouzské revoluce.

### Známá díla
- 1420 náhrobek kardinála Amedea di Saluzzo s postavou kardinála, obklopenou sochami Boha Otce, madony a tří světců, Lyon (zničeno)
- 1433 stříbrný oltář katedrály v Avignonu (nedokončeno, zničeno)
- 1441 náhrobek rodiny Galléan, Avignon (nezachováno)
- 1445–1448 Olivetská hora v katedrále Rodez (přisouzeno na základě stylu)
- 1453 alabastrový náhrobek vévody Karla I. Bourbonského a jeho manželky Anežky Burgundské, Souvigny
- 1453 náhrobek Agnès Sorel v Loches (připsáno)
- Klečící Biskup jako prosebník u Sv. Štěpána (Jacques Morel – okruh), Bode Museum
- Náhrobek Reného I. a jeho první choti Izabely v katedrále v Angers, zničen 1794
- Nostre Dame de Grasse, musée des Augustins, Toulouse (okruh J. Morela) on line Archivováno 3. 3. 2016 na Wayback Machine.[7]

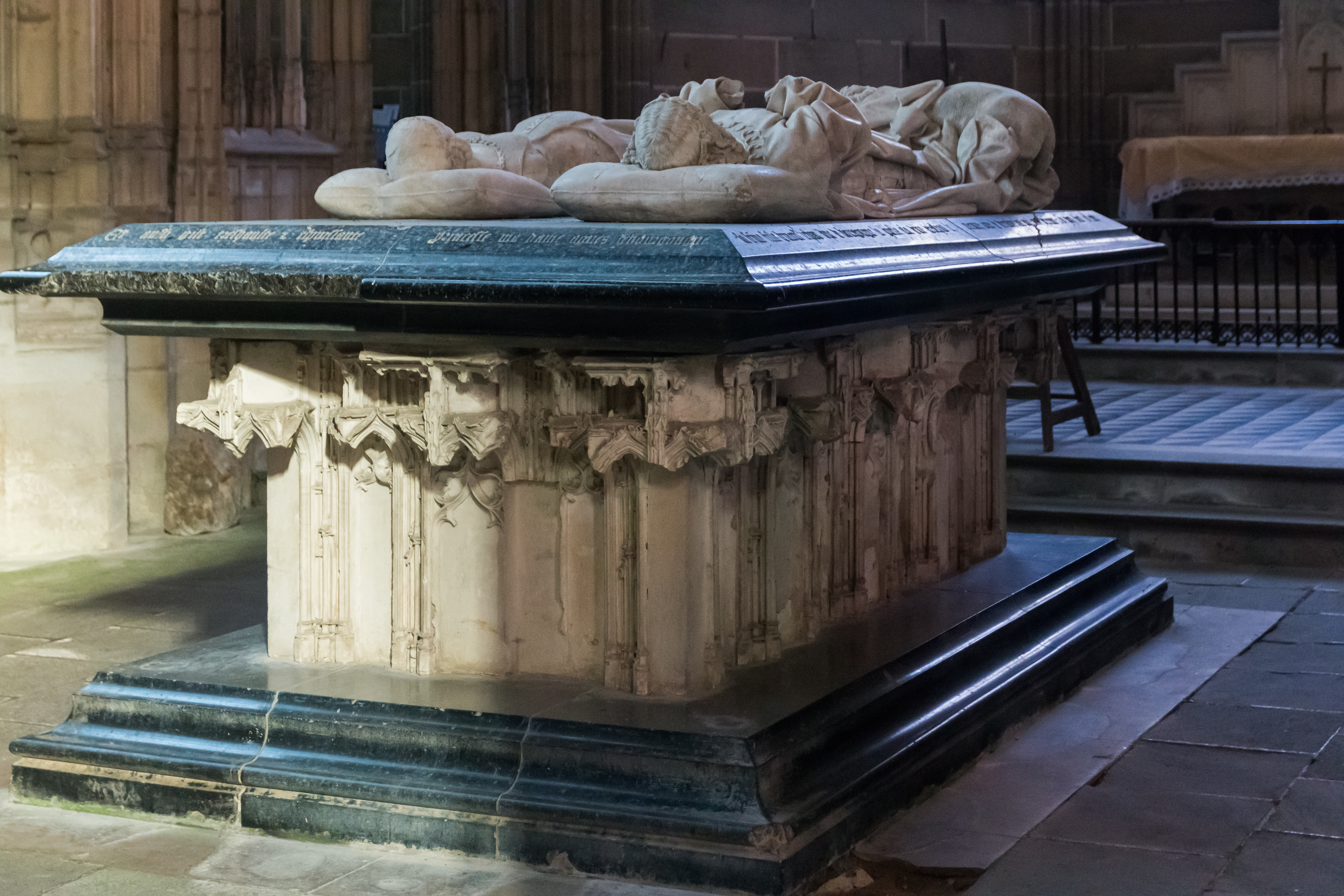
náhrobek vévody Karla I. Bourbonského a jeho manželky Anežky Burgundské
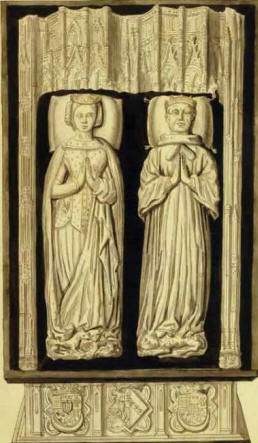
Náhrobek Reného I. a jeho první choti Izabely v katedrále v Angers, zničen 1794
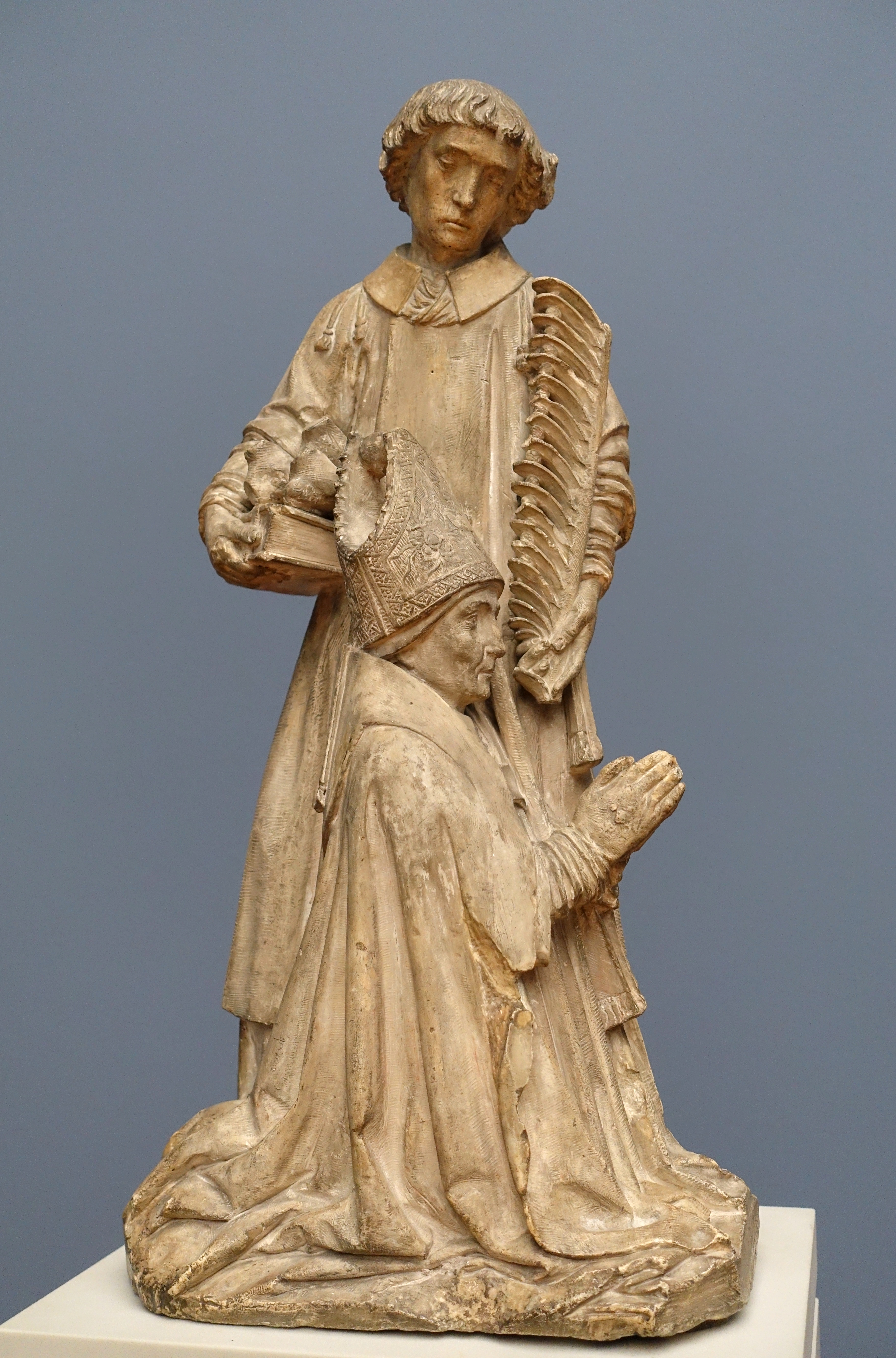
Klečící Biskup jako prosebník u Sv. Štěpána (Jacques Morel – okruh), Bode Museum
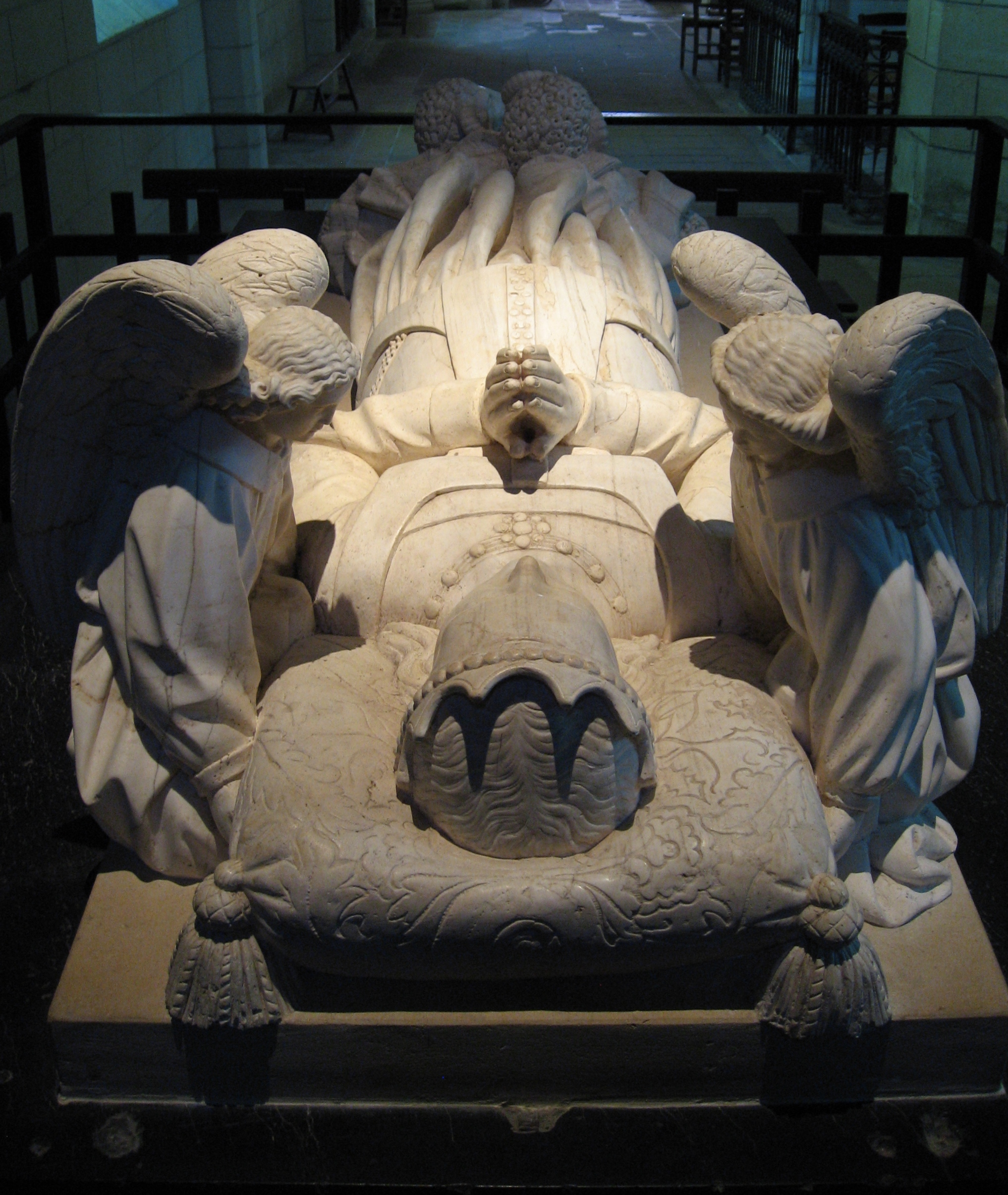
náhrobek Agnès Sorel v Loches (dílo J. Morela nebo Michela Colombe)
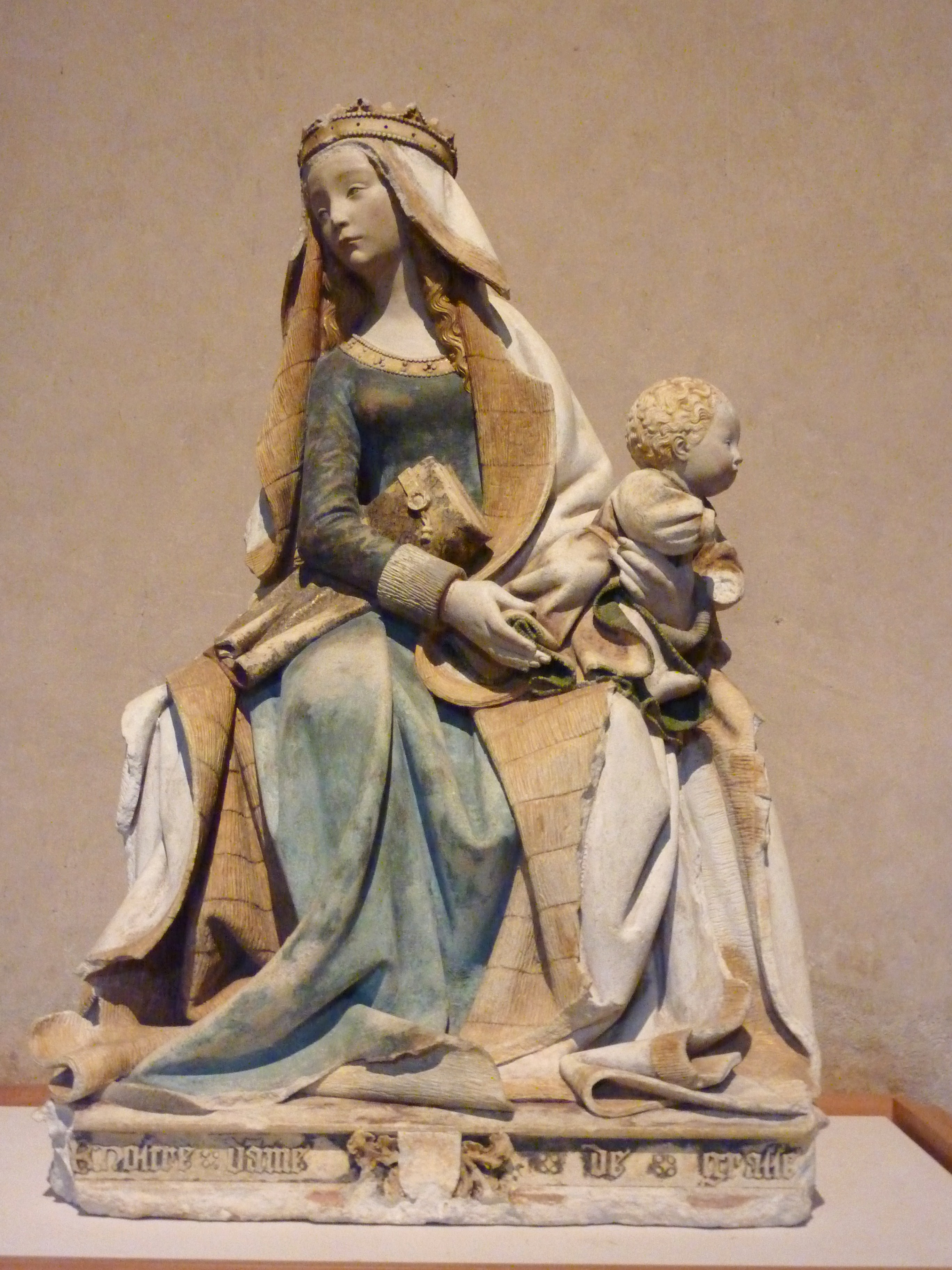
Nostre Dame de Grasse, Toulouse Musée des Augustins (okruh J. Morela)